# Социометрия
Социометрия — теория измерения межличностных отношений, автором которой является американский психиатр и социальный психолог Я. Морено. Реже социометрией называют методику изучения внутригрупповых связей и иерархии в малых группах.
Модифицированный вариант социометрии может применяться и для исследования более крупных групп, например, организаций или групп населения.
Социометрия является прикладным методом как в психологии (социальная психология, психотерапия), так и в социологии.
Ограничением метода социометрии является то, что он может исследовать только уже сложившиеся коллективы. Для вновь созданных коллективов, необходимо использовать другие методы.

## Социометрический метод
Социометрический метод — анализ межличностных взаимоотношений в малых группах.

## История
В системе социальных наук особое место как объект исследования занимает малая группа. Внутри малой группы часто можно встретиться с конфликтными ситуациями и разногласиями, которые необходимо урегулировать.

## Способ изучения
Одним из наиболее эффективных способов изучения отношений в малой группе является социометрический метод. С одной стороны, он предназначен для количественного определения предпочтений, безразличий или неприятий, которые получают индивиды в процессе межличностного общения и взаимодействия. С другой — данные социометрического анализа широко используют при исследовании самочувствия личности в группе, при определении структуры первичных групп, при исследовании способов и форм распределения авторитета и лидерства в малых группах, при диагностике уровня деловой активности и т. д.

## Кем предложен
Метод для исследования отношений внутри группы предложил выпускник Венского университета Якоб Леви Морено. Работая в австрийском лагере для беженцев во время Первой мировой войны, он обратил внимание, что можно улучшить условия жизни переселенцев, если, при размещении людей по баракам, учитывать их национальность, веру и политические взгляды. Он даже написал соответствующее письмо министру внутренних дел, в котором назвал свой подход социометрией.

## Основные данные социометрического метода
Под социометрией понимается методика изучения межличностных отношений и иерархии в малых группах. Метод позволяет получить информацию о реальном статусе человека в группе, психологической совместимости между членами группы в данный момент и сложившейся структуре подчинённости. Социометрический метод дает возможность выявить:
- Структуру и динамику внутригрупповых отношений;
- Уровень развития группы;
- Степень сплоченности-разобщенности группы;
- Особенности социально-психологического климата группы;
- Причины и движущие силы конфликтов (межгрупповых и внутригрупповых, межличностных и личностно-групповых);
- «Статус» (внутригрупповую авторитетность) членов группы;
- Неформальных лидеров;
- Неформальные группировки и т. д.

Эти данные позволяют руководителю выявлять благополучные или конфликтные участки внутригрупповых отношений, выяснять причины возможных проблем и разрабатывать эффективные мероприятия по их устранению, комплектовать совместимые рабочие группы. Очень много полезной информации дает анализ полученной социограммы. Сначала нужно выявить наиболее влиятельных членов группы, затем выделить взаимные пары и группировки, которые составляются из членов группы, стремящихся выбирать друг друга (по два-три человека, реже четыре и более). Максимально высокий социометрический статус человек получает в случае, когда его выбирают все члены группы, а максимально низкий тогда, когда все отклоняют его.

## Социометрические тезисы
Люди родились из общения, и влияют друг на друга. Превратить старое социальное устройство в новое, является целью социометрического эксперимента и Дж. Морено выдвигает свои социометрические тезисы:
- Между собой все люди связаны, а человечество представляет собой органическое единство со своей собственной структурой. Социометрическая структура определяет все остальные — социальную, экономическую, психологическую, политическую и др. В социометрической структуре заключена самая мощная энергетика всех изменений человеческой реальности. Напряженность общества в той ли иной ситуации будет тем сильнее, чем сильнее различаются между собой социометрическая структура и внешнее общество;
- Социальная реальность складывается из субъективных реальностей человека, её нельзя исследовать объективно и кому-то преподнести. Экспериментатор, работающий с группой, должен на это время становиться частью этой группы;
- Социометрический метод работает с уникальной и неповторимой ситуацией, поэтому его нельзя считать ни психологическим, ни социологическим. Социометрический метод:

1. Ищет наиболее актуальную реальность для конкретной группы, то есть проводит диагностику группы;
2. Любые понятия, привнесенные в социометрическую ситуацию её участниками, проверяет на реальность;
3. Очерчивает границы ситуации, границы контракта.

- В любой группе и в каждой ситуации нельзя устранить неравномерность выборов. Каждая ситуация имеет свою социодинамику, то есть своих «звезд» и своих отверженных. В каждой группировке есть свои лидеры. Такие отверженные есть у всех народов и во все времена, Морено называет их «социометрический пролетариат». В своем обществе, в конечном итоге, он и страдает от экономической, расовой, политической, религиозной, психологической нищеты;
- Социометрия — это возможность совместного действия, а не просто ответ на вопрос — почему люди действуют так, а не иначе, выбирают тех, а не других. Социометрия Морена погружается во все отношения всех участников;
- Развитие социальных структур идет социогенетически. Социометрические методы дают возможность увидеть рудиментарные структуры отношений предшествующей формацией и будущей. Действуют они одновременно и могут сопротивляться не только изменениям, но и консервации. Социометрия может это увидеть и повлиять на дальнейшее развитие. Между тем, социометрия не утверждает и не навязывает ценностей, не оценивает их. Она может просто помочь проявлению реальных чувств, взгляду на себя и на других со стороны. Она не призывает — «Давайте жить дружно» и не примиряет людей ради самого мира. Социометрия делает отношения реалистичными и открытыми. В конечном счете, результаты социометрического эксперимента обязательно принесут пользу не только отдельным участникам, но и всей группе в целом;
- На первых порах социометрия становится важным делом конкретных людей именно здесь и сейчас. Эти «здесь» и «сейчас» множеством нитей связывают их с другими людьми не только выбором. Выбор — это, прежде всего, эмоционально чувственный канал, канал передачи любого человеческого содержания: знаний, энергии, верований и др. Это ещё и констатация социометрической ситуации и первый шаг по её изменению.

## Критика
Сегодня социометрические методы, основанные на гуманистическом признании права свободной личности на свободный выбор, получили всеобщее признание теоретиков и практиков:
```
   Л. И. Божович: 
«Перед нами работа, которую прежде всего характеризует добротность. Автор действительно является создателем нового направления в современной социальной психологии, которая связана с изучением личных взаимоотношений в группе и коллективе. Работа поражает обилием научных результатов»
.
```

```
   А. В. Петровский: 
«Обращение к социометрии-не есть дань моде: на сегодняшний день это один из немногих способов, посредством которого можно увидеть скрытую от непосредственного наблюдения систему межличностных взаимоотношений в коллективе. Социометрический метод как „экспресс-прием“ изучения групп чрезвычайно удобен»
.
```

Но не все социологи и психологи поддерживают этот метод:
```
   Я. Л. Коломинский: 
«Социометрия в ее некритическом использовании и служит исследованию не образования и сплочения коллектива, а анализу расслоения, разрушения коллектива. Результатом методологической дезориентации ученых и практиков в этом случае является поворот от изучения и использования закономерностей сплочения, консолидации, идейного психологического единства к непомерной гипертрофии фактов и способов расщепления коллектива, поисками лидеров и отвергаемых».
```